# Institut d'astrophysique de Paris
Pour les articles homonymes, voir IAP.
L'Institut d'astrophysique de Paris  est un observatoire des sciences de l'univers appartenant à Sorbonne Université (Université Pierre-et-Marie-Curie jusqu'en 2017) et associé au  Centre national de la recherche scientifique. Il est situé au no 98 bis du boulevard Arago, dans le 14e arrondissement de Paris, à proximité de l'Observatoire de Paris.

## Historique
La création de l'IAP est décidée en 1936 par le ministre de l'Éducation nationale, Jean Zay, initialement en vue de procéder au traitement des données recueillies par l'observatoire de Haute-Provence construit à la même époque. Le laboratoire, initialement appelé « Laboratoire d'astrophysique » ouvre ses portes le 15 juin 1939. Henri Mineur en est le premier directeur. Ses locaux sont initialement situés au sein de l'observatoire de Paris, puis dans ceux de l'École normale supérieure de Paris avant de prendre leur place définitive dans le bâtiment actuel dont la construction est achevée en 1952.

## Recherches actuelles
L'IAP compte 150 chercheurs, ingénieurs, techniciens, administratifs et doctorants, et accueille régulièrement de nombreux stagiaires et visiteurs étrangers.
Les principales thématiques étudiées à l'institut d'astrophysique de Paris sont :
- relativité générale et cosmologie ;
- grands relevés et formation des grandes structures ;

- cosmologie et astrophysique des hautes énergies ;
- origine et évolution des galaxies ;
- physique stellaire ;
- planètes extrasolaires.

Le laboratoire se situe à l'interface entre deux disciplines, astrophysique et physique théorique. De nombreuses recherches menées dans le laboratoire font appel à des données recueillies par de grands observatoires astronomiques au sol ou dans l'espace tels l'observatoire de La Silla, le Very Large Telescope, l'observatoire Canada-France-Hawaï, les sites français (interféromètre du plateau de Bure) et espagnols (radiotélescope de Pico Veleta) de l'institut de radioastronomie millimétrique.
Le laboratoire héberge le centre du traitement des données de la caméra MegaCam implantée au télescope Canada-France-Hawaï (projet TERAPIX) et le centre de traitement des données de l'instrument HFI du satellite Planck. Avec deux autres laboratoires de l'Université Pierre et Marie Curie, le Laboratoire de Physique Théorique et Hautes Energies et le Laboratoire de physique nucléaire et de hautes énergies, il a créé le Labex Institut Lagrange de Paris
L'union astronomique internationale a son siège à l'IAP.

## Directeurs successifs de l'institut d'astrophysique de Paris[3]
- 1936-1954 : Henri Mineur
- 1954-1960 : André Danjon
- 1960-1971 : André Lallemand
- 1972-1977 : Jean-Claude Pecker
- 1978-1989 : Jean Audouze
- 1990-1998 : Alain Omont
- 1998-2004 : Bernard Fort
- 2005-2013 : Laurent Vigroux
- 2014-2020 : Francis Bernardeau
- 2021-2024 : François Bouchet
- Depuis le 21 octobre 2024 : Kumito Kotera[4]

## Accès
L'Institut d'astrophysique de Paris est desservi par la ligne 6 à la station Saint-Jacques, les lignes 4 et 6 à la station Denfert-Rochereau et la ligne B du RER à la gare de Denfert-Rochereau.